# Cadre-47/2-Weltmeisterschaft 1969

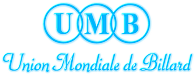
Logo UMB (ausrichtender Verband)

Veranstaltungsort: Groningen

Die Cadre-47/2-Weltmeisterschaft 1969 war die 39. Weltmeisterschaft, die bis 1947 im Cadre 45/2 und ab 1948 im Cadre 47/2 ausgetragen wurde. Das Turnier fand vom 29. Mai bis zum 1. Juni 1969 in Groningen statt. Es war nach 1934 und 1937 die dritte Cadre 47/2(45/2) Weltmeisterschaft in Groningen.

## Geschichte
Nach zwei dritten Plätzen bei Cadre 47/2 Weltmeisterschaften konnte der Belgier Antoine Schrauwen endlich seinen ersten und einzigen Weltmeistertitel feiern. Er gewann alle seine Partien und spielte auch mit 84,84 den besten Generaldurchschnitt (GD). Zweiter wurde der erst 24-jährige Ludo Dielis aus Belgien. Der Niederländer Henk Scholte stellte den Weltrekord im besten Einzeldurchschnitt (BED) mit 400,00 ein.

## Turniermodus
Es wurde im Round Robin System bis 400 Punkte gespielt. Bei MP-Gleichstand wird in folgender Reihenfolge gewertet:
1. MP = Matchpunkte
2. GD = Generaldurchschnitt
3. HS = Höchstserie

## Abschlusstabelle

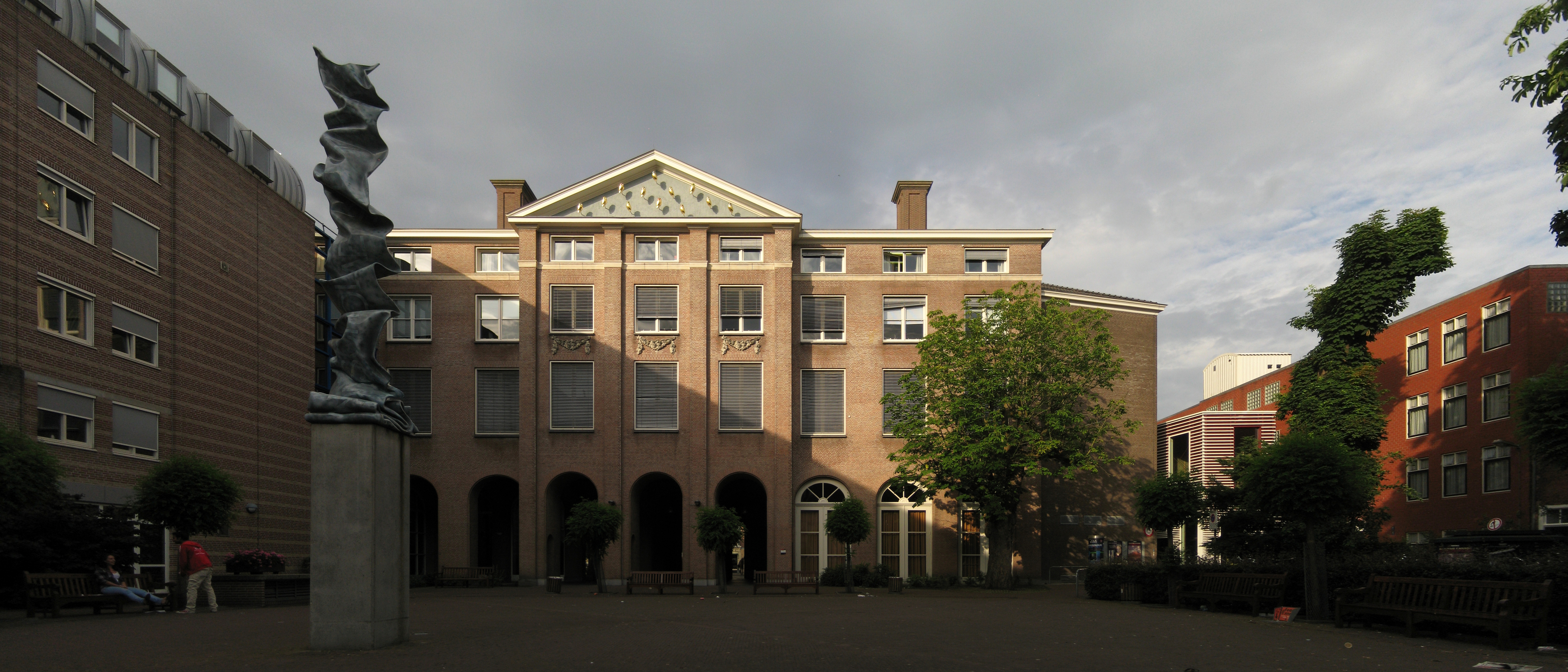
De Harmonie in Groningen

| MP    | Match Points (Sieger = 2; Unentschieden = 1; Verlierer = 0) |
| Pkte. | Erzielte Karambolagen                                       |
| Aufn. | Benötigte Versuche                                          |
| GD    | Generaldurchschnitt                                         |
| BED   | Bester Einzeldurchschnitt eines Spielers                    |
| HS    | Höchstserie                                                 |
|       | Bester GD des Turniers                                      |
|       | Bester ED des Turniers                                      |
|       | Beste HS des Turniers                                       |
|       | 1. Platz (Gold)                                             |
|       | 2. Platz (Silber)                                           |
|       | 3. Platz (Bronze)                                           |

| Platz                      | Name              | MP   | Pkte. | Aufn. | GD    | BED    | HS  |
| -------------------------- | ----------------- | ---- | ----- | ----- | ----- | ------ | --- |
| 1                          | Antoine Schrauwen | 14:0 | 2800  | 33    | 84,84 | 200,00 | 391 |
| 2                          | Ludo Dielis       | 10:4 | 2752  | 33    | 83,39 | 200,00 | 396 |
| 3                          | José Gálvez       | 9:5  | 2481  | 40    | 62,02 | 133,33 | 373 |
| 4                          | Henk Scholte      | 9:5  | 2304  | 44    | 52,29 | 400,00 | 400 |
| 5                          | Dieter Müller     | 6:8  | 1988  | 46    | 43,21 | 100,00 | 345 |
| 6                          | Martinus Wijnen   | 6:8  | 1654  | 47    | 35,19 | 57,14  | 299 |
| 7                          | Manuel Girves     | 2:12 | 1399  | 49    | 28,55 | 50,00  | 211 |
| 8                          | Shigeo Otsuki     | 0:14 | 386   | 44    | 8,77  | –      | 54  |
| Turnierdurchschnitt: 46,90 |                   |      |       |       |       |        |     |